# Émile Flach
Émile Flach (ur. 1860, zm. 1959) – polityk monakijski. Pierwszy minister stanu (premier) Księstwa Monako od 5 lutego 1911 roku do 31 grudnia 1917 roku. Ostatni gubernator generalny Monako od 1 lutego do 5 lutego 1911 roku. Bezpartyjny.